# Dezső Novák
Dezső Novák (ur. 3 lutego 1939 w Ják, zm. 26 lutego 2014 w Budapeszcie) – węgierski piłkarz występujący na pozycji obrońcy, mistrz olimpijski w 1964 i 1968.
Swoją karierę klubową Novák zaczynał w klubie Szombathelyi Postás. Po roku gry w pierwszym zespole został zawodnikiem innego klubu z Szombathely – Haladás. W 1961 roku trafił do Ferencvárosi TC, którego barwy reprezentował aż do końca kariery w 1972 roku. Z klubem Novák czterokrotnie wywalczył mistrzostwo kraju (1962/1963, 1964, 1967, 1968).
W reprezentacji Węgier Novák występował od 1959 roku. W 1960 wywalczył brązowy medal na Igrzyskach w Rzymie. Na Igrzyskach w Tokio w 1964 i Igrzyskach w Meksyku w 1968 zdobywał wraz z reprezentacją mistrzostwo olimpijskie. Ogółem rozegrał w reprezentacji 9 meczów i zdobył 3 bramki.